# 黄石高速道路
黄石高速道路（黄驊-石家庄高速道路）（こうせきこうそくどうろ、簡体字: 黄石高速公路（黄骅-石家荘高速公路））は、中華人民共和国の国家高速道路網を構成する、全長313.87kmの、黄驊市と石家荘市を結ぶ高速道路である。全区間が河北省内にある。2000年12月10日開通。  道路番号はG1811で、栄烏高速道路の唯一の支線である。